# Čebelarsko društvo Lovrenc na Pohorju
Čebelarsko društvo Lovrenc na Pohorju je združenje čebelarjev s sedežem v kraju Lovrenc na Pohorju, ustanovljeno leta 1921.

## Zgodovina
Čebelarstvo je bilo na vsaki lovrenški kmetiji že stoletja nazaj, saj je okolica kraja idealna za čebelarjenje, potrebe po strdi in vosku pa so prisotne že od prvih poselitev kraja, posebej pa od prihoda Benediktincev, davnega leta 1091. Brez čebel ni bilo čebeljega voska, ki so ga potrebovali v cerkvah. Legenda pravi, da so se prebivalci Lovrenca in okoliških krajev ubranili s čebelami pred turškimi vpadi. S Falke peči so namreč valili na turško konjenico, v ozkem prehodo med skalami in reko Dravo, čebelje panje iz izdolbenih debel in tako napadalce s pomočjo čebel pognali s konji vred v reko.
Do 20. stoletja so prebivalci čebelarili, le če so imeli za to pogoje. Leta 1903 je bilo ustanovljeno Slovensko čebelarsko društvo za Spodnjo Štajersko. Posamezni čebelarji so sodelovali in se tudi udeleževali čebelarskih srečanj in razstav.
Po prvi svetovni vojni so se čebelarji po vsej Sloveniji hitro organizirali, saj so le tako dobili neobdavčen sladkor za čebele. Kot letnico ustanovitve podružnice v Lovrencu beležimo leto 1921. Člani društva so že od začetka bili aktivni. V glasilu Slovenski čebelar iz leta 1922, je bilo obvestilo, da bo podružnica Lovrenc na Pohorju izvedla strokovna predavanja v Lovrencu na Pohorju, Breznu ob Dravi in Ribnici na Pohorju.
Ambicije lovrenških čebelarjev so segale v širši prostor slovenske Štajerske in tudi Koroške, saj so predlagali ustanovitev zveze podružnic in trgovine s čebelarsko opremo v Mariboru
Druga svetovna vojna je prekinila organizirano delo čebelarske organizacije. Po vojni sta bili aktivirani samo dve čebelarski družini, ki sta se kasneje združili. Tako se je lažje organiziralo sistematično delo na področju izobraževanje, nabave zdravil, krme za čebele, strokovne literature, organiziranja strokovnih ekskurzij in podobno.
Leta 1954 so najbolj zagnani čebelarji ustanovili plemenilno postajo za matice pri Lamprehtu pod Klopnim vrhom. Z obsežnejšo gojitvijo matic so se takrat ukvarjali: dr. Lojze Tičar, Anton in Marija Oder, Roman Planinšič, Maks Kotnik, Jože Kajzer in Julijus Pokorny, ki je bil vodja te ekipe. V tistem času je vozil čebele k Hojniku na pašo tudi Kirar, znani velečebelar, ki ga še danes poznamo po malih in velikih Kirarjevih panjih.
Ob praznovanju 900 obletnice Lovrenca je društvo v Lovrencu organiziralo srečanje mladih čebelarjev Slovenije, pod vodstvom Mihe Šlausa. Druga prelomnica za društvo je bila leta 1996, ko je bil pod vodstvom takratne predsednice društva Margarete Kačič zgrajen in odprt čebelarski dom, katerega še danes koristijo in vzdržujejo. Ob 90-letnici so člani obnovili učno pot, zamenjali mize in klopi, prebarvali stavbe...

## Predsedniki
Predsedniki čebelarskega društva po drugi svetovi vojni so bili:
| Ime in Priimek | Obdobje     |
| -------------- | ----------- |
| Julij Pokorny  | 1948 - 1949 |
| Jože Petrun    | 1949 - 1955 |
| Vojko Lovše    | 1955 - 1960 |
| Miha Šlaus     | 1960 - 1967 |
| Anton Kasjak   | 1967 - 1970 |
| Ivan Kurnik    | 1970 - 1972 |
| Miha Šlaus     | 1972 - 1974 |
| Jože Kojc      | 1974 - 1975 |
| Franc Flakus   | 1975 - 1976 |
| Jože Kojc      | 1976 - 1977 |
| Miha Šlaus     | 1977 - 1982 |
| Vojko Lovše    | 1982 - 1984 |
| Miha Šlaus     | 1984 - 1988 |
| Ivan Skutnik   | 1988 - 1989 |
| Miha Šlaus     | 1989 - 1994 |
| Marjeta Kačič  | 1994 - 2002 |
| Rudi Kačič     | 2002 - 2005 |
| Alojz Kosjek   | 2005 -2012  |
| Alojz Kosjek   | 2005 -2012  |
| Angela Obrulj  | 2012 -      |